# Escoltisme per a nois
El llibre Escoltisme per a nois és la traducció en llengua catalana del llibre Scouting for Boys, escrit pel militar britànic Robert Baden-Powell B.P.. Publicació que està en l'origen del naixement del moviment escolta i guia.

## Sobre la gènesi de Scouting for Boys[1]
Scouting for Boys va aparèixer pel gener de 1908 i, com era habitual en l'època, en forma de fascicles, després com llibre. Foren publicats per l'editorial Horace Cox, propietat del magnat de la premsa C. Arthur Pearson propietari també del diari "Daily Express" entre d'altres. Aquest editor milionari va ser qui va finançar-ne la publicació. Posteriorment ho faria també amb la revista "The Scout" i fou el principal promotor del llançament del llibre fundacional de l'escoltisme.
Va fer una forta campanya publicitària per diversos canals (lectures públiques, fragments del llibre, presentacions als locals d'associacions juvenils, pel mateix Baden-Powell...). B. P. va començar a planificar el llibre el 1904 i el va escriure al llarg de 1907. Pensat inicialment per a entrenament d'organitzacions juvenils ja existents es convertí en el manual d'una nova organització. De forma espontània es formaren "Tropes d'Exploradors arreu d'Anglaterra. El mateix any 1908 B.P. va d'haver d'obrir una oficina per canalitzar aquest moviment i donar resposta a les necessitats que plantejava. El 1909 es constituiria la Boy Scout Association anglesa. Amb la revista, el llibre i l'organització i la prèvia renúncia de B.P. a la carrera militar el moviment escolta es posarà en marxa. En menys de dos anys més de cent mil membres s'inscriurien al nou moviment al Regne Unit.

## Contingut i primera edició
L'èxit del llibre entre la joventut anglesa sorprengué, més perquè no va suscitar interès entre els educadors. És evident que responia a les aspiracions dels joves de l'època. Entre altres perquè per una part la introduïa la novetat de presentar el desenvolupament de les activitats en el medi natural, sobretot en una societat com l'anglesa del segle XIX, amb un alt grau d'industrialització. La segona perquè els mateixos joves, amb absència dels educadors, s'encarregarien de fer de l'obra una referència de vida fonamental (estil de vida a l'aire lliure, acampada, organització en petits grups, espavilar-se per si mateixos, aprendre aser útils..)., i tercera pel contingut formal: el llibre era ple d'il·lustracions del mateix autor en un moment històric en què les publicacions il·lustrades començaven a tenir una gran entrada impulsades per les noves tècniques tipogràfiques. Per la redacció del llibre B.P. partí d'altres llibres escrits anteriorment d'ell mateix, com "Aids to Scouting for N.C.O. and Men " ("Guia per explorar per ús de suboficials i soldats2), i d'altres llibres d'altres autors que Baden-Powell «canibalitzava»»

## La mundialització de l'escoltisme i les successives edicions
El llibre va tenir èxit formidable i, a partir dels, anys vint, es convertí "en un “best seller" a tot el món amb traduccions a nombrosos idiomes. El llibre va ser modificat» constantment per Baden-Powell en les successives i exitoses edicions. La mundialització de l'escoltisme, els canvis polítics en l'escenari internacional, com l'onada de pacifisme que apareix després de la Primera Guerra Mundial, així com les transformacions socials i culturals, són factors que porten Baden-Powell a atenuar o a treure directament parts del text massa esbiaixats cap a la instrucció militar, fragments sobre la supremacia britànica o narracions amb un fort component imperialista colonialista, o massa centrats en un lector britànic. Pràcticament fins a la desena edició, Baden-Powell modificà cada nova publicació deI llibre.
Posteriorment Baden-Powell escriuria quatre obres» més que juntament amb "Scouting for Boys" conformarien el cos doctrinal inicial del moviment escolta (no hi ha traducció catalana). Són The Wolf Cub's Handboock (hi ha edició castellana amb el nom: "Manual de Lobatos"), Aid Scoumastership (edició castellana: amb el nom de "Guia para el Jefe de tropa”) en 1920,Rovering to success en 1922 (traducció castellana: "Roverismo hacia el éxito") i finalment en 1933 Lessons from Varsity of Life (traducció francesa: ”A l'école de la vie”).

## Les versions catalanes de "Escoltisme per a nois"
El llibre va arribar tard al nostre país, atès que la primera versió en llengua catalana de "Scouting for boys" es va publicar l'any 1968 per l'editorial Gustavo Gili, durant el franquisme amb el títol de "Escoltisme per a nois". En el període de l'any 1912 a l'any 1968 els escoltes catalans per poder accedir a la lectura del llibre van haver de fer-ho a partir de les edicions d'editorials sud-americanes de Mèxic i Argentina que arribaven a la península i després a partir de la versión castellana feta a l'Estat espanyol. No cal dir que la terminologia de les traduccions era del tot allunyada de la que utilitzava l'escoltisme català.
La segona edició és la feta per l'editorial Eumo l'any 2007 en la seva col·lecció de "Textos pedagògics". Té format de butxaca i 380 pàgines. El text és la traducció de l'edició oficial del moviment scout en la part de l'edició corresponent al contingut escrit per Baden-Povell, i amb les seves il·lustracions. La novetat de l'edició són els quatre annexos que l'acompanyen titulats: 1/ La Cronologia comparada del Moviment Scout Internacional i el de Catalunya i l'Estat espanyol 2/ La bibliografia sobre Baden-Powell i l'escoltisme en català, castellà, francès i anglès, 3/ L'article sobre "Baden-Powell i el moviment scout", i 4/ L'article amb el títol "Un moviment viu i plural" sobre el moviment escolta català. Escrits pels pedagogs Antoni Tort i Bardolet el primer, i Salomó Marquès el segon. Són dues anàlisis amb informacions i dades inèdites, el primer sobre la biografia i la personalitat controvertida de R. Baden-Powell i dels inicis del moviment escolta, així com la gestació del llibre Scouting for Boys. El segon fa una anàlisi històrica i ideològica del que ha representat el moviment escolta al nostre país que arriba fins a la dècada actual.

## Continguts específics del llibre "Escoltisme per a Nois"
El llibre s'inicia amb un pròleg escrit per B.P. en 1932, el segueix la declaració de la Segona Conferència escolta de 1924 a Copenhage on es va fer la definició de l'escoltisme de l'època (Nacional, Internacional i Universal), i finalment la formulació de la Promesa i dels 10 punts de la Llei Escolta.
La resta del text és el contingut que B.P. va transmetre als joves amb les il·lustracions fetes per ell mateix en nou grans apartats. La majoria dels capítols comencen amb diverses instruccions i es divideixen en parts subtitulades "Rondalles de foc de camp" en les quals abunden exhortacions i històries. També hi ha jocs, activitats i recomanacions de llibres per llegir. El llibre es clou amb el darrer missatge de B.P. que es va fer públic després de la seva mort l'any 1941.
L'índex és el següent:
- Pròleg escrit per Baden Powell el 1932
- Declaració de la Segona Conferència escolta internacional
- La Promesa escolta
- La Llei escolta

L'ART DE L'ESCOLTA
- Rondalla de foc de camp n. 1. Què són els escoltes?
- Rondalla de foc de camp n. 2. Què fan els escoltes?
- Rondalla de foc de camp n. 3. Per esdevenir escolta
- Rondalla de foc de camp n. 4. Patrulles escoltes

ACTIVITATS DE CAMPANYA
- Rondalla de foc de camp n. 5. Vida a l'aire lliure
- Rondalla de foc de camp n. 6. Escoltisme marí
- Rondalla de foc de camp n. 7. Senyals i ordres

VIDA DE CAMPAMENT 
- Rondalla de foc de camp n. 8: Pionerisme
- Rondalla de foc de camp n. 9: Acampada
- Rondalla de foc de camp n. 10. Cuina de campament

RASTREJAMENT 
- Rondalla de foc de camp n. 11. Observació de «senyals»
- Rondalla de foc de camp n. 12. Rastrejament
- Rondalla de foc de camp n. 13. Lectura de «senyals» o deducció

CONEIXEMENT DELS ANIMALS I DE LA NATURA
- Rondalla de foc de camp n. 14. Veure sense deixar-se veure
- Rondalla de foc de camp n. 15. Els animals
- Rondalla de foc de camp n. 16. Les plantes

LA RESISTÈNCIA DEL MINYÓ ESCOLTA
- Rondalla de foc de camp n. 17. La manera de fer-se forts
- Rondalla de foc de camp n. 18. Hàbits saludables
- Rondalla de foc de camp n. 19. La prevenció de les malalties

CAVALLEROSITAT
- Rondalla de foc de camp n. 20. Cavallerositat envers els altres
- Rondalla de foc de camp n. 21. Autodisciplina
- Rondalla de foc de camp n. 22. Auto-perfeccionament

SALVAMENT DE VIDES
- Rondalla de foc de camp n. 23. Estigueu preparats per al cas d'accidents
- Rondalla de foc de camp n. 24. Accidents i com s'han de tractar.
- Rondalla de foc de camp n. 25. Ajut als altres

ELS NOSTRES DEURES COM A CIUTADANS 
- Rondalla de foc de camp n. 26. Ciutadania
- El darrer missatge de Baden-Powell